# Liquiditeitsbegroting
Een liquiditeitsbegroting (synoniem: cashflowbegroting) is een overzicht van de verwachte ontvangsten en uitgaven van een onderneming voor een bepaalde periode (meestal per kwartaal) en wordt gebruikt in de bedrijfseconomie. Een liquiditeitsbegroting geeft een bedrijf inzicht in de financiële situatie zoals de mogelijkheid om te kunnen investeren en of het in staat is om aan de kortlopende verplichtingen te voldoen.
In een liquiditeitsbegroting moet rekening gehouden worden met BTW. BTW heeft namelijk ook invloed op de liquide middelen, omdat het pas aan het eind van een periode met de fiscus verrekend wordt. 
Belangrijk : Bij een liquiditeitsbegroting gaat het enkel om de verwachte ontvangsten en uitgaven, niet om de opbrengsten en kosten. Als men geld zal ontvangen wat men eigenlijk later pas daadwerkelijk zou opgebracht hebben (bijvoorbeeld vooraf ontvangen rente), dan wordt het wel al op de liquiditeitsbegroting gezet, terwijl het, na het bedrag ontvangen is, op de resultatenrekening niet zal worden neergezet tot het geld daadwerkelijk verdiend is. Ook belangrijk is dat afschrijving niet genoteerd moet worden op de liquiditeitsbegroting.